# バイト (情報)

バイトとビット

バイト (英: byte) は、「複数ビット」を意味する、データ量あるいは情報量の単位である。
1980年頃から1バイトは8ビット (bit) であることが一般的であり、
正式に定義されたのは2008年発行のIEC 80000-13である。8ビットは、256個の異なる値（たとえば整数であれば、符号無しで0から255、符号付きで−128から+127、など）を表すことができる。

## 概要
本来バイトとは、8ビット固定ではなく、扱う文字種や、あるいはワードサイズをいくつかに分割することによって決められる、1文字を表現する単位で、古くは直接的に「字」とか「キャラクタ」とも呼ばれていた単位に由来するものである（→「キャラクタマシン」および「ワードマシン」を参照）。歴史的には5ビットから12ビットまで存在したと言われる。DEC PDP-10、NEC ACOS-6など、初期のコンピュータの多くでは6ビット、また7ビットや9ビットとして扱うコンピュータもあった。
しかし、System/360に始まり現在までその基本が引き継がれている、IBMのメインフレームのアーキテクチャが8ビットバイトであり、ミニコンピュータのベストセラーVAXや、8ビット時代以降のマイクロプロセッサの多くもそれに準じた設計であることもあり、一般にバイトは8ビットであることが多い。しかしそれでも、例えば通信分野などで、8ビットであることを明示するために、「オクテット」という語が使われることがある。
電子媒体の容量などは、ビット単位で表されることもあるが（チップの場合には構造上の理由もある）一般利用者の便宜上の観点からバイト単位で表されることが多い。メモリ空間のアドレッシングをバイト単位とするのは、前述のSystem/360で確立されたデファクトスタンダードである。バイトという語は情報量が1バイトの情報自体を指しても使われ、例えば「指定のバイトを読む」「バイトを処理する」などの言い回しに使用される。
単位としては、Bと略記され、同様にビットは小文字でbと略記されることがある。ただし、SI接頭語が付かない単なるバイトやビットは、意味が通じなかったり、誤解を招いたりする恐れがあるため、それぞれbyte (bytes)、bit (bits) と表記されることが望ましい。大きな情報量を表現する場合にはキロ、メガなどの2進接頭辞またはSI接頭語と共に使用される。1キロバイト (KB) は、場合によって1,000バイトとして扱われる場合と1,024 (210) バイトとして扱われる場合がある。2進接頭辞を使って1キビバイト (KiB) と表記した場合は必ず1,024バイトである。
国際単位系国際文書は、SI接頭語は厳格に10の整数乗を意味しているもので、2のべき乗を示すために用いてはならないと規定している。したがって、1キロバイト (KB) を1,024 (210) バイトとして扱うことは禁じられている。

## 符号位置
Unicodeには全角幅での単位記号も収録されているが、これらはCJK互換用文字であり、既存の文字コードに対する後方互換性のために収録されているものであるので、使用は推奨されない。一部、Unicodeに含まれずMacJapaneseに収録。
| 記号 | Unicode                                                  | JIS X 0213                                               | 文字参照                                                 | 名称       |
| ---- | -------------------------------------------------------- | -------------------------------------------------------- | -------------------------------------------------------- | ---------- |
| ㎅   | U+3385                                                   | -                                                        | &#x3385; &#13189;                                        | キロバイト |
| ㎆   | U+3386                                                   | -                                                        | &#x3386; &#13190;                                        | メガバイト |
| ㎇   | U+3387                                                   | -                                                        | &#x3387; &#13191;                                        | ギガバイト |
| TB   | MacJapanese:0x865D CSS: font-feature-settings: "dlig" 1; | MacJapanese:0x865D CSS: font-feature-settings: "dlig" 1; | MacJapanese:0x865D CSS: font-feature-settings: "dlig" 1; | テラバイト |